# Lignit

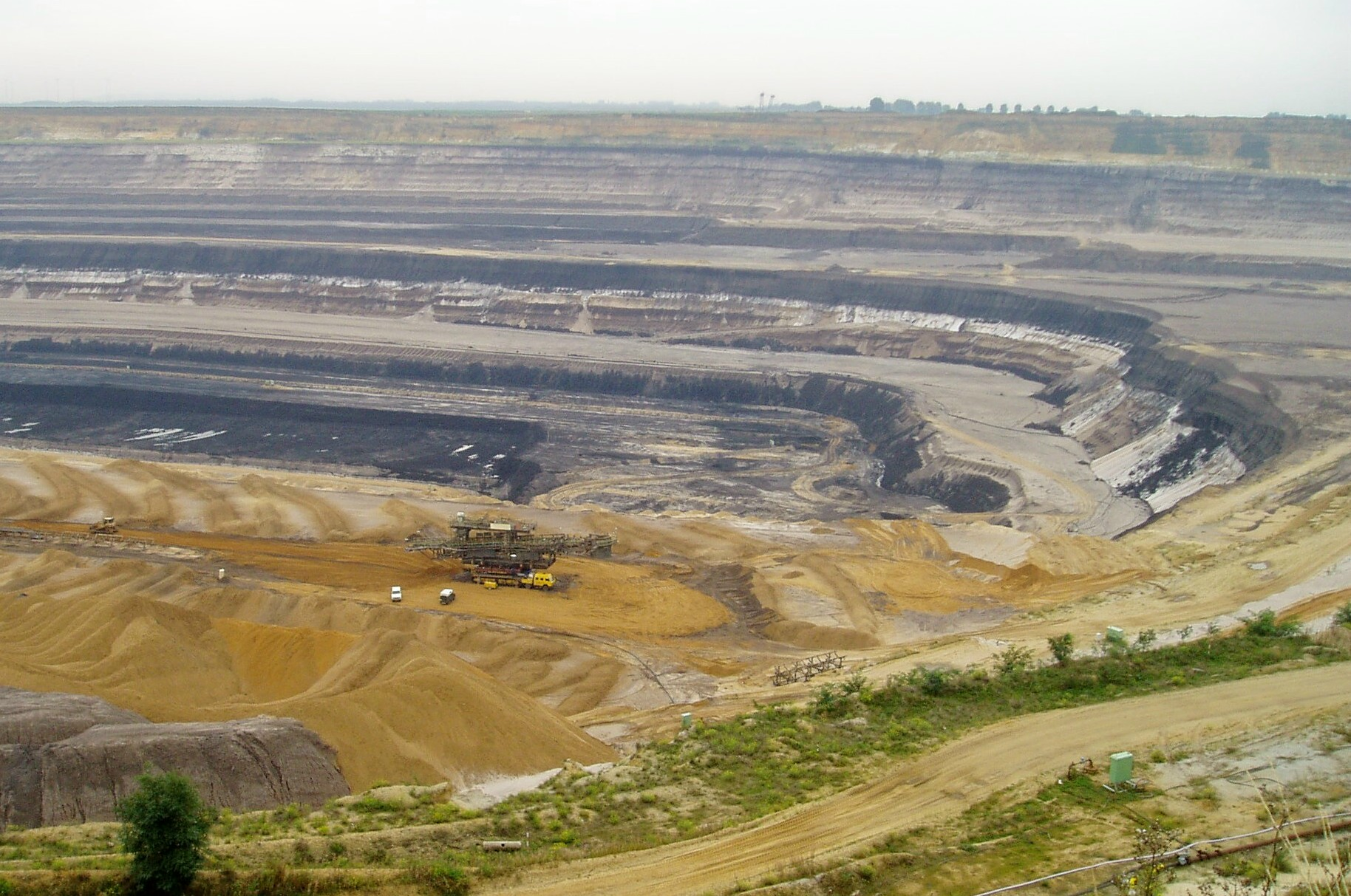
Lignitbányászat Garzweilernél (Németország)

A lignit a fosszilis tüzelőanyagok, ezen belül pedig a kőszenek közé tartozik. A lignit a legfiatalabb, még erősen fás szerkezetű szén. Elnevezése a latin lignum ’fa’ és az -it anyagnévképzőből ered. Magas nedvesség- és hamutartalma miatt fűtőértéke alacsony (3,5-10 MJ/kg), viszont előnye, hogy nagy mennyiségben található nem túl vastag takarórétegek alatt, ezért külfejtéssel viszonylag egyszerűen kitermelhető. Rossz tüzeléstechnikai tulajdonságai miatt csak erőművekben lehet gazdaságosan elégetni. A lignit égetési hatékonysága a legrosszabb a fosszilis tüzelőanyagok közül, valamint égése során az egészségre nagy mértékben ártalmas vegyi anyagok kerülnek a levegőbe.

## Felhasználása
Mivel gazdaságosan csak erőművekben tüzelhető el, ezért elsősorban a villamosenergia-termeléshez használják fel, de kisebb mértékben egyéb ipari hasznosításban és a lakosság általi felhasználására is alkalmazzák.
Külfejtéssel viszonylag egyszerűen kitermelhető; bányászatát Magyarországon a bányászatról szóló 1993. évi XLVIII. törvény (Bt.), a Bt. végrehajtásáról kiadott 203/1998. (XII. 19.) Kormányrendelet (Vhr.) és más kapcsolódó jogszabályok szabályozzák.
Magyarország lignitvagyona és kitermelési adatok (millió tonna):
| Földtani vagyon 2009.I.1. | Kitermelhető vagyon 2009.I.1. | Termelés 2008 | Termelés 2009. | Földtani vagyon 2010.I.1. | Kitermelhető vagyon 2010.I.1. |
| ------------------------- | ----------------------------- | ------------- | -------------- | ------------------------- | ----------------------------- |
| 5 769,6                   | 4 364,6                       | 8,04          | 8,026          | 5 761                     | 4 356,3                       |

| Év   | Kitermelés (ezer tonna) |
| ---- | ----------------------- |
| 2019 | 7 603                   |
| 2018 | 8 706                   |
| 2017 | 8 788                   |
| 2016 | 10 159                  |
| 2015 | 10 208                  |
| 2014 | 10 528                  |
| 2013 | 10 536                  |
| 2012 | 10 240                  |
| 2011 | 10 533                  |
| 2010 | 10 045                  |

## Lignitbányászat millió tonnában
|     |                 | 1970  | 1980    | 1990    | 2000  | 2001  |
| --- | --------------- | ----- | ------- | ------- | ----- | ----- |
| 1.  | Németország     | 369,3 | 388,0   | 356,5   | 167,7 | 175,4 |
| 2.  | Oroszország     | 127,0 | 141,0   | 137,3   | 86,4  | 83,2  |
| 3.  | USA             | 5,4   | 42,3    | 82,6    | 83,5  | 80,5  |
| 4.  | Ausztrália      | 24,2  | 32,9    | 46,0    | 65,0  | 67,8  |
| 5.  | Görögország     | 8,1   | 23,2    | 51,7    | 63,3  | 67,0  |
| 6.  | Lengyelország   | 32,8  | 36,9    | 67,6    | 61,3  | 59,5  |
| 7.  | Törökország     | 4,4   | 15,0    | 43,8    | 63,0  | 57,2  |
| 8.  | Csehország      | 67,0  | 87,0    | 71,0    | 50,1  | 50,7  |
| 9.  | Kína            | 13,0  | 22,0    | 38,0    | 40,0  | 47,0  |
| 10. | SFR Jugoszlávia | 26,0  | 43,0    | 60,0    | –     | –     |
| 10. | FR Jugoszlávia  | –     | –       | –       | 35,5  | 35,5  |
| 11. | Románia         | 14,1  | 27,1    | 33,5    | 17,9  | 29,8  |
| 12. | Észak-Korea     | 5,7   | 10,0    | 10,0    | 26,0  | 26,5  |
| …   | …               | …     | …       | …       | …     | …     |
| …   | Ausztria        | 3,7   | 1,7     | 2,5     | 1,3   | 1,2   |
| …   | Teljes          | 804,0 | 1 028,0 | 1 214,0 | 877,4 | 894,8 |